# Rdestnica szczeciolistna
Rdestnica szczeciolistna (Potamogeton friesii Rupr.) – gatunek rośliny z rodziny rdestnicowatych. Występuje na półkuli północnej w strefie klimatów umiarkowanych.
W Polsce rośnie w rozproszeniu w części niżowej, głównie w jej północnej części.

## Morfologia
ŁodygaŚcieśniona, o długości 50–200 cm i szerokości ok. 1 mm.
LiścieZanurzone, jednakowe, szczeciniaste, siedzące, pięcionerwowe, o długości 2–7 cm i szerokości około 2 mm, zaostrzone. Języczek liściowy do 2 cm długości, postrzępiony na szczycie. Starsze języczki rozszczepione do nasady. U nasady liścia dwa wyraźne, ciemne guzki.
KwiatyZebrane w luźne kłosy. Szypuły dwa razy dłuższe od kłosa.
OwocDługości około 2 mm, jajowate, z listewką grzbietową i z tępym skrzydełkiem, wklęsłe na stronie brzusznej.

## Biologia i ekologia
Bylina, hydrofit. Kwitnie od czerwca do lipca. Rośnie w wodach. Liczba chromosomów 2n =26. Gatunek charakterystyczny zespołu Potametum friesi.  W jeziorach środkowej i zachodniej Europy występuje w wodach o różnym stanie ekologicznym, ale jest jednym z gatunków najczęściej spotykanych w wodach o dobrym stanie, zwłaszcza w jeziorach bardzo płytkich.

## Zagrożenia i ochrona
Roślina umieszczona na polskiej czerwonej liście w kategorii NT (bliski zagrożenia). Znajduje się także w czerwonej księdze gatunków zagrożonych w kategorii LC (najmniejszej troski).